# ギルティクラウン
『ギルティクラウン』 (GUILTY CROWN) は、プロダクションI.G 6課制作による日本のオリジナルテレビアニメ、またそれを原作としたメディアミックス作品。フジテレビ系列「ノイタミナ」枠にて、2011年10月13日から2012年3月22日まで放送された。通称『ギルクラ』 

## 製作

### 企画経緯
本作誕生の経緯は、アニプレックスのプロデューサー大山良が、新作オリジナルアニメを構想中に、プロダクションI.G 6課のプロデューサー中武哲也と会った際、プロダクションI.Gサイドでも既存の自社イメージを超えるようなオリジナルアニメを構想している事を知り、「それならば」と共同で企画を立ち上げた事に端を発する。
この時点で「近未来が舞台」「遺伝子を題材にした超能力物」「男の子二人を主軸に据えた大河ドラマ」にしたいという案が出された。企画立案時よりノイタミナ枠での放送を想定しており、更に「ノイタミナにロボット物の要素を」という新機軸を盛り込む事になった。
オリジナルの大作を作る際には企画に“エッジ”を立てる必要があるとの考えから、人気イラストレーターredjuiceがキャラクター原案に抜擢された。“現代性”や“新しさ”を備えた彼の絵ならば“この作品の世界観にフィットする”という事も大きな要因であった。

### 設定
企画立案時、最初期の案が「友達を武器に使う」「友達をしもべとして使う」というもので、その“背徳感”がポイントとなっている。後にこのアイデアは物語のキーである「ヴォイド」へと発展するが、吉野弘幸（シリーズ構成）は「そこに辿り着くまでに半年はかかった」と述べている。
本作品の主人公である桜満集は「人を〈集〉めて統治していく者」として描き、葬儀社の首領である恙神涯は「自分と同じ立場の人がいない天〈涯〉孤独な存在」という対照的な存在として描かれている。

## ストーリー
西暦2029年。宇宙から飛来した未知のウイルス、通称〈アポカリプスウイルス〉の蔓延によって引き起こされた大事件「ロスト・クリスマス」から10年後の日本が物語の舞台である。荒廃し、無政府状態となった日本はアメリカ軍を中心とする超国家組織GHQの隔離統治下に置かれていた。
桜満 集（おうま しゅう）は世間やクラスメイトに対してどこか冷めた視線を向ける男子高校生で、神秘的な歌声を持つ謎の歌手楪いのりの熱心なファン。周囲との微妙な距離を保ちつつ平穏な日々を過ごしていた集はある日、お気に入りの場所である廃校舎でいのりと出会う。傷を負った彼女はレジスタンス組織「葬儀社」のメンバーというもう一つの顔も持っていた。集は、GHQから最高機密「ヴォイドゲノム」を盗み出した楪いのり、葬儀社のリーダー恙神 涯らと関わる中で「ヴォイドゲノム」に触れ、〈王の能力〉を宿してしまう。
力を手に入れた集は、「葬儀社」に協力しGHQを退ける。しかし「葬儀社」への加入要請は断り、元の日常に戻る道を選ぶ。しかし集のクラスにいのりが転入してきたことや、
親友だと信じ、互いの秘密を隠すことを約束していた八尋の密告によりGHQに逮捕されたことで、「葬儀社」による救出作戦が行われ
集は否応なしに「葬儀社」に加わる羽目になり、組織の中核となってしまう。茎道率いるGHQが引き起こした〈第2次ロスト・クリスマス〉、そして自分と同じく〈王の能力〉を持つ謎の少年ユウとの接触により、集は封じていた過去の記憶を思い出す。その過去の記憶とは、姉の真名と親友であると思い出した涯との幼き日々であり、同時に真名はロスト・クリスマスの元凶であったことも思い出す。ウイルスに侵されていた涯は、集に、自分ごと真名を殺すように頼み、集はそれを涙を流しながらも受諾する。いのりは集に、「涯はありがとうと言っていた」と伝えると、二人は涙を流し、その死を悼んだ。
その後、第2次ロスト・クリスマスにより天王洲第一高校が学生たちの避難所となる中、GHQの情報工作により会長の亞里沙や綾瀬たち「葬儀社」メンバーは窮地に陥る。事態を収拾し皆をまとめるため、集は自らの〈王の能力〉の存在を明かし、その力で生徒達を守るために生徒会長に就任する。しかしGHQの圧力により物資不足から平等な避難生活を送ることが困難となり、その打開のために谷尋が提案した「ヴォイドランク制」の導入を悩む中、祭が命を落としてしまう。自責の念に駆られた集は「ヴォイドランク制」を導入し、低ランクヴォイド能力者達を酷使する暴君と化す。脱出作戦「エクソダス」を発動するが、ヴォイドの真実を知った他の生徒たちのクーデターに遭い、さらに謎の復活を遂げた涯に右手を切り落とされ〈王の能力〉を失ってしまう。
その後いのりまで奪われてしまった集は放浪をつづける中、自らのこれまでの罪、アポカリプスによるあらゆる事を1人で背負うべく、ヴォイドゲノム3本の内の最後の一本を撃ち込み、王の能力とそれを宿した自らのヴォイド「右腕」を取り出せるようになり、それによって仲間を襲っていた嘘界を葬り、仲間に再び協力を求め、いのり救出に向け動き出す。

## 登場人物

### 葬儀社
桜満 集（おうま しゅう）
声 - 梶裕貴、津田美波（幼少期）
- ヴォイド：右腕
- 効果：他者のヴォイドの一時格納、アポカリプスウイルスの分離・吸収

本作の主人公。天王洲第一高校の2年生で、現代映像文化研究会に所属する17歳。
世間や他人の顔色を常に窺い、人に嫌われるのを恐れ周囲の意見に流されるままに無難に過ごす日々を送ってきた。人と目を合わせるのが苦手で、ナイーブで内向的故、文化系を自称する彼にとって葬儀社の訓練は厳しいものとなった。涯が個々人のヴォイドの能力及び形が「見える」ことを言い当てたり、谷尋の何気ない一言から彼がシュガーであることを見抜くなど鋭い一面も見せる。母が不在がちの家で一人暮らし同然の生活をしており、家事には手馴れている模様。
GHQに追われる負傷したいのりと出会い、言葉を交わしたのも束の間、やって来たGHQにいのりを連行されてしまい、何もできなかったことへの悔しさ、何もされなかったという安心感がない交ぜになった自己嫌悪に陥るが、ふゅーねるを涯に届けることが自分が変われる最後のチャンスだと考え、涯や葬儀社の面々と出会い、同日深夜に発生した戦闘の最中、他者の胸部から結晶「ヴォイド」を引き出す〈王の能力〉を得たことで、涯が率いる葬儀社のレジスタンス活動に深く関わっていく。
六本木フォートでの作戦後「仲間になれ」という涯の誘いを断って普段の生活に戻るが、「シュガー」こと谷尋の裏切りや、嘘界の説得を受け、何を信じていいのかわからなくなり疑心暗鬼に陥る。
いのりの言動に翻弄され、自身の立ち位置を決めかねていたが、城戸奪取作戦時に命令を無視して駆けつけた彼女を信じようと決める。その裏では嘘界から発信機を手渡されており、いのりを葬儀社から連れ出そうとも考えていた。葬儀社に入り、いのりの真意を聞いたことで拠り所を失うも、綾瀬の助言と模擬戦を通じて認められることで表情は明るくなる。ルーカサイト攻略において涯の心情を知り、守るための力を望んでからは、涯に信頼を置き〈王の能力〉を委ねるようになった。
〈王の能力〉を宿した時に数々の凄惨なフラッシュバックを見るが、そこで語りかけてきた少女と幼少の集が一緒に写った写真があるにもかかわらず、彼女のことはまったく覚えがない。
颯太のことはかなり苦手としていた様子だが、颯太のヴォイドの真意を知って以来ヴォイドのことを深く考えるようになった。
ルーカサイト攻略作戦以降、いつかは自分も涯のようになれると希望を抱くようになった。しかし、助けを求めに来た谷尋とその弟・潤を、自分流に真似た涯のやり方で救おうとしたが、逆に潤を自分の手で殺めてしまい、それが原因で〈王の能力〉の使用に恐怖を感じるようになり、葬儀社の活動への参加も消極的になってしまい、さらには周りの人間が全てキャンサーに見える幻覚に悩まされるようになる。
活動への不参加が理由で涯を始めとする葬儀社のメンバーからは見限られ、さらには前述の幻覚が原因でいのりを「化け物」と言ってしまい、わだかまりを残したまま別れることになり、図らずも元の日常に戻ることができたが、そのことに対して虚しさを感じ、自暴自棄に陥るが、祭の叱責を受けて踏み留まることができた。そして、茎道が起こしたクーデターによる襲撃から、いのりと涯を助けるために再起、祭たち学校の仲間の力を借りて羽田に向かい、忘れていた記憶を取り戻すと、茎道の目論みを一旦は阻止した。
普段は部活も文科系なため運動能力はかなり悪いが、ヴォイド使用時は身体能力が人間離れする。またヴォイドを取り出す際に瞳が赤くなる。第2次ロスト・クリスマス事件をきっかけに、〈王の能力〉が変異し、相手の手を取りながらヴォイドを取り出すことで、意識を失わずにヴォイドを相手に手渡すことができるようになった。
再起して以降は、涯のやり方ではなく自分なりのやり方で人を導くことを選び、成長した。茎道の目論みを阻止した後は平和な一時を過ごすが、直後に閉鎖された天王洲第一高校を守るため、谷尋の推薦により皆を束ねるリーダーに任命される。しかし、谷尋の提案である「ヴォイドのランクによる区別」を「ランク付けによる差別」だとして受け入れられずに判断を迷ってしまい、その結果引き起こされた颯太たちの独断行動で祭を失ったショックから、役に立たない「クズ」は分けなくてはならないと考えるようになり、自ら王になることを宣言、ヴォイドランク制を実施すると同時に天王洲第一高校の新会長=王として君臨し、感情をすべて押し殺して、目的遂行のためだけに力を注ぐようになるが、本当は全生徒らを東京から脱出させるために王として振る舞っているだけで、その立場に苦悩していた。エクソダス計画の成功後は亜里沙率いるクーデター派により実権を失った上、死んだ筈の涯に右腕を切り落とされ王の能力を奪われてしまう。いのりが単身敵の元に飛び込んだ後、これまで犯した自分の罪や、アポカリプスがもたらした苦しみを自分が引き受けることを決意。託された3つ目のヴォイドゲノムを自らに投与し戦いの場に戻る。
葬儀社メンバーと共にダアトと対抗。ユウを退け涯といのりの元にたどり着くも、真名がいのりを乗っ取り復活。世界で真名とアポカリプスによる淘汰が開始される中、涯と決戦。涯の使用する真名のヴォイド「剣」に押され半ばあきらめかけていたその時、いのりの記憶が残した結晶の花から現れたいのりの幻想に諭され、この花からいのりのヴォイド「剣」を取り出し、いのりと共に辛勝。涯から「淘汰の終着点」にて、ダアトの目的を阻止し真名を解放するべく「自ら“魔王”となり、イブとしての役目を終わらせる」という真意を明かされた。その後、涯は真名と共に集の右腕の中に消える。集は涯の「今度はいのりを、お前が救え」という言葉通り、ほぼ全身が結晶化し視力すらないいのりを腕に抱き、淘汰を止めるため「右腕」で世界中のアポカリプスウイルスを集める。集はいのりと共に逝くつもりであったが、いのりが全てを引き受けたことにより生き延びる。
全てが終わった後は、右腕と視力を失い義手と白杖の生活となったが、数年後の祭の誕生パーティーには、かつての学園と葬儀社のメンバーと共に集まっている。また集にとっては、いのりはもはや「常にそばにいる存在」となっている。
集自身のヴォイドは「右腕」。失った右腕の代わりとなる結晶状の義手を取り出し装着する。能力を行使する際は水色の蛍光色のラインが浮かび上がる。取り出されたヴォイドにもそれが反映され、蛍光色の輪郭を持つ半透明なヴォイドとなる。また、その状態では通常時より能力がアップするようである。能力は「他者のヴォイドの一時格納」と「アポカリプスウイルスの分離・吸収」で、前者の能力は複数の格納が可能となるが、複数のヴォイドの同時使用は作品を見る限りでは不可能の様である。後者の能力により自分が受け皿となることでウイルス感染者からアポカリプスを完全に取り除くことができる。
恙神 涯（つつがみ がい）
声 - 中村悠一、渡辺明乃（幼少期）
- ヴォイド：黒い銃
- 効果：人間を撃つとその人物のヴォイドを強制的に引きずり出す

レジスタンス組織「葬儀社」の統率者。17歳という若さで反勢力を率いるカリスマ性を持つ。ヴォイドに関して異常に詳しく、自身が手にするはずだったという〈王の能力〉を宿した集に目を付け、GHQとの戦いで彼の力を積極的に利用する。
作戦立案をはじめ銃撃、格闘などにも秀で、交渉や変装もこなす葬儀社の柱。ルーカサイト攻略戦では単身でエンドレイヴを行動不能にした。結果を重視し、その内容次第では相手を気遣ったり、容赦無い言葉を浴びせる冷酷さも垣間見せる。対象の人物が持つヴォイドを見極める眼を持ち、集の葬儀社参入後はその能力に基づいた作戦立案が主立っている。実はこの能力は涯自身がアポカリプスウイルスに感染していることに由来する。
ルーカサイトによる増援部隊の全滅から生還するが、精神的な打撃からか、仲間の犠牲や淘汰されかねない自身の弱さから来る葛藤を吐露する。いのりの機転でその場面に立ち会わされた集と和解し、ルーカサイト攻略戦では集が持っていた発信機を自ら起動させようと身を呈する。
実は、集のかつての親友。2029年の夏、茎道の研究施設から逃亡して海岸に流れ着いたところを当時の真名と集に発見され、名前を覚えていなかったことから、真名から「トリトン」という名を与えられ、数ヶ月間を共に過ごした。しかしその生活の中で真名の異常性に気付き、クリスマスイブに集を呼び出しそのことを伝えようとするも、真名の暴走、ロスト・クリスマスを引き起こしてしまう。そして「僕は強くなる」と言い残し、茫然自失となった集と別れた。
茎道の起こしたパンデミックにより、アポカリプスウイルスが悪化してしまうが、いのりの歌と春夏のおかげで悪化は収まった。その後、いのりのヴォイドを使うユウから集をかばい斬られるも、キャンサーの結晶により致命傷は免れる。単身で茎道のもとに乗り込んだ集を援護するため、綾瀬の〈シュタイナー〉と共に参戦し、自らの手で真名を殺そうとする。しかし多数の結晶に身体を貫かれて最期を悟り、自分を真名ごといのりのヴォイドで刺すことを集に指示、建物の崩壊と共に消滅した（12話）。
しかし、茎道らによって蘇生された後は態度を一変させ、集たちの前に現れた時（18話）は集の右腕を切り落とし〈王の能力〉を奪った。またクーデターに加担した天王洲第一高校の3人のヴォイドを使い、ミサイル攻撃を防いで使い捨てにするという非道な行いを見せ、自分はかつての自分とは違うと宣言。ダアトの首領となって全世界に宣戦布告し、いのりの確保を命令する。確保後、いのりを磔にする部屋で四分儀と面会、葬儀社と完全に決別していることを彼に言い渡す。そして、ユウ、研二、亜里沙を率い、国連軍や、いのりを救うために乗り込んできた集ら葬儀社に対しても圧倒的な戦力で戦いを進める。一人たどり着いた集に対して、真名から取り出した剣のヴォイドによりとどめを刺そうとした時、いのりの残した結晶の花から取り出されたヴォイドによって倒された。最期は「淘汰の終着点」にて自らの真意を語り、真名と共に光となって集の右腕に消えた。
集が過去の記憶を思い出し〈王の能力〉が変化した後は、意識を失わず自分のヴォイドを使って集を援護した。自らが〈王の能力〉を得た後は、右腕から放つ光線によって、離れたところの複数の人からも同時にヴォイドを取り出し、さらにはそれを別の性質に融合させられる能力を得た。
集は涯のようになりたいと言っていたが、本来涯の今の性格は昔の決断力のあった集の性格を真似たものであったことが消滅間際に語られる。
ユウのことを前から知っているなど、未だ集達が知らない情報を知ってることが示唆されるが、ユウに関して詳細は一切語らなかった。
楪 いのり（ゆずりは いのり）
声 - 茅野愛衣 / 歌 - chelly
- ヴォイド：大剣
- 巨大な剣を生成する。敵の攻撃に対し、剣先にバリアを展開することも可能。

本作のヒロイン。16歳。髪の色は桜色。有名なウェブアーティスト「EGOIST」のボーカル。無表情でミステリアスな雰囲気を漂わせ、歌うことで感情を解放する。〈王の能力〉を宿した集が初めてヴォイドを引き出した相手。巨大な「剣」のヴォイドを持つ。銃の扱いに手馴れており、照準精度も抜群。 集に最初に出会った時に貰ったおにぎりが気に入っている様子。
GHQの施設からヴォイドゲノムの入ったシリンダーを盗み出し、逃走中に逃げ込んだ廃墟で集と出会う。追跡してきたGHQに捕まるが、戦闘の混乱に乗じて護送車から脱走。付近をさまよっていた集に発見され、〈王の能力〉発現と同時にヴォイドを引き出された。翌日の六本木フォート戦で、集の活躍が天王洲第一高校の「シュガー」と名乗る生徒に目撃されたことを受け、集の護衛と「シュガー」の捜索および始末のため、涯の命令で集のクラスに転入。放課後には集の家に押し入り、成り行きで平時には居候することになる。
数々の思わせぶりな発言で集を困惑させ、それもすべて涯に言い含められたことであることを明かし、集を拒む。何もなかった自分に名前をくれたという涯には別格の感情を抱いているようだが、一方では涯の命令を無視し、集を助けに単独でGHQ施設に突入するなど、彼女の変化には周囲も戸惑っている。集を涯の独白に立ち会わせ、二人の距離を近づけた。集に対していつの間にか好意を抱いていたらしいが、本人はこの感情が何なのかわからない様子で、そのため集に「化け物」と言われたときは絶望的になっていた。だが、それでも集を想う気持ちは変わっていない様子。茎道が起こしたクーデターの際には、誰よりも集に来てほしいと願った。また、集と共に過ごすうちに、彼が無くてはならない存在となる。
ルーカサイト攻略戦で別人と思しき人格が表出し、自身の剣に研二の銃を取り込んだ剣状の長距離射撃用兵装を現出させ、ルーカサイトを撃墜する。
正体は茎道らが真名と交信し、その魂を入れるために創りだしたインターフェース（依り代）。血液にはアポカリプスウイルスの進行を抑える効果があり、歌によってアポカリプスウイルスの影響で体に現れた結晶を消すことができる。
集が天王洲一高校の新会長になってからも彼と行動を共にし、涯と一緒にいた時の自分とは違い、自分の意志で集の下にいるとアルゴに告げた。制服の上に集と同じような黒いマント状の物を羽織っている。祭を失った集にとって、いのりは心の拠り所になっていったが、暴漢に襲われた時など時折真名らしき人格が現れ始め、自分自身に恐怖を感じていた。ヴォイドの真実を全生徒に伝えようとする亞里沙を見つけ、強引な形で彼女を阻止した。
亞里沙率いるクーデター直後、涯によって右腕を切り落とされた集を助け、廃墟の街を逃亡する。その後、ダアト率いる涯が自分を狙うことを知り、また、真名の人格が集に対して抱く異常な愛情に突き動かされるまま、集に対し迫ってしまったことに自己嫌悪を抱き、集を残して廃墟を去る。イヴたる真名のインターフェイスであることからアポカリプスの結晶を自在に操ることが出来、その能力が大剣のヴォイドの強力な力に関係しているようである。集を守るため涯率いるダアトのゴースト部隊に単身で挑んだ際には、そのような異形の力を解放し部隊をほぼ壊滅させたものの、涯の使用するユウの弓型ヴォイドにより捕縛されてしまう。
真名の乗っ取りに抵抗はするも、全ての記憶を潰され、体は真名に奪われる。しかし最後に唄を歌い流した涙が「結晶の花」となり、そこから集を諭し自分のヴォイドを与え、さらに歌による共鳴現象で真名の「淘汰と進化の裁き」に対抗し、涯と真名を破った。そうして肉体を取り戻すも、ほぼ全身が結晶化しており、視力すら失った状態で集の元に戻ってくる。「集の傍にいる」といい、全てのアポカリプスを一身に集めた集を救うため、そのアポカリプスを全て背負って逝く。その際、白い空間の中で集と最初にあったようにあやとりを取るように集にいい、取った集を笑顔で見ながら消えていった。
設定では「彼女は歌によって世界を表現する」となっている。
通称「金魚服」と呼ばれるオレンジ色のステージ衣装は、“蝶”や“天使”をイメージしてデザインしたという。最初期のデザインでは胸の部分にも左右を繋ぐ服のパーツがあったが、荒木哲郎（監督）の意向によりそれは無くなり、胸部から臍部まで大胆に開いたデザインとなっている。
篠宮 綾瀬（しのみや あやせ）
声 - 花澤香菜
- ヴォイド：エアスケーター
- 効果：脚に装着することで、陸や空、壁を自在に駆けることができる

人型ロボット「エンドレイヴ」のオペレーター。使用機体はジュモウ→シュタイナー→シュタイナーA9。明朗快活な17歳。スタイルが良い。普段は車椅子に乗っており、「車椅子に乗る時の姿がエレガントじゃない」として人の手は借りない主義（しかし一度だけダアトの決戦前に、集にお姫様抱っこされ、車いすからオペレーターシートまで運ばれたことがある）。
ダリルの操る新型エンドレイヴ〈シュタイナー〉に自身の〈ジュモウ〉を破壊されてしまうが、フォートでの作戦で鹵獲した〈シュタイナー〉を与えられたことで大幅な速度上昇を得た。
自身の障碍を侮った発言をした集を投げ飛ばすなど非常に勝ち気で、葬儀社に入りたての集の訓練をコーチすることになる。当初は集を頼りない男と見ていたが、模擬戦で見事な活躍をした彼を少し認めるようになる。車椅子は自分の個性であり、集の〈王の能力〉もまた彼の個性であると捉えている。
ツグミと仲が良く、歩けない自分にエンドレイヴという「脚」を与えてくれた涯を尊敬していて、恋愛感情を抱いている様子が窺える。涯といのりがただならぬ関係性を持っていることは知っているが、彼がアポカリプスウイルスの感染者であることを知っているかは不明。
集がヴォイドの力で親友の弟を殺してしまったことを聞いてしまい、彼のことが心配になり直接会いに行く。だが、涯に見放され、腑抜けになった集を見て愛想が尽き、涙を流し集の下を去ってしまう。心では、集のことを相棒のように見ていた様子で、天王洲一高校学園祭を襲ってきた暴徒集団と戦った時は、集と意気の合ったコンビネーションを見せた。
第2次ロスト・クリスマスの後は、ツグミと共に天王洲第一高校に生徒として身を隠していたが、涯を救えなかったばかりか、「脚」であるエンドレイヴを失ったことから自分の価値を見失い、自暴自棄になっていた。しかし学校を襲う暴徒を前に、集に引き出された自分のヴォイドを纏い事態を乗り切ったことで、完全ではないものの立ち直った。
エクソダスの後に涯と再会を果たしたが、昔と違ってヴォイドを平気で使い捨てにする涯の非道な姿を目の当たりにし動揺する。その後、アルゴとツグミと共に逃亡。葬儀社の生き残りのいるアジトに潜伏する。嘘界率いるエンドレイヴ部隊の襲撃を受けた際は、皆を守るために最後のヴォイドゲノムの投与を志願したが、嘘界率いる部隊に妨害され、最終的に集の手に渡ってしまい、ダアト戦では新型エンドレイヴ〈シュタイナーA9（アーノイン）〉を駆り、集を援護する。事件解決後は、祭の誕生日パーティに参加している。教員になることを夢見ている。
redjuiceによればショートカットや髪をおろしたデザインもあったが、ポニーテールのラフ画を描いて見せた途端にスタッフの満場一致で決定されたという。
ツグミ
声 - 竹達彩奈
- ヴォイド：ハンドスキャナー
- 効果：スキャンした人物の精巧なダミー人形を作成し、遠隔操作することができる。仮にそのダミーが破壊されてもヴォイド自体に影響はない

14歳。作戦中の情報を統括する有能なオペレーターで、ハッキング能力も高い。コードネームは「ブラックスワン」。幼い頃は両親にかまってもらえず、独りで人形遊びばかりしていた。活発で生意気な性格から涯に対してもタメ口で話す。口癖は「アイ（了解）」と「ネイ（否定）」。大雲に「くもっち」、四分儀に「しぶっち」といった様にあだ名を付けることが多い。
綾瀬と同じく、当初は集に対する評価がかなり低かったが、日が経つにつれて彼を名前で呼ぶほど信頼するようになる。
第2次ロスト・クリスマス事件解決後、綾瀬と共に天王洲第一高校に生徒として身を隠し、綾瀬と同じく生徒会の一員として行動している。前日に生徒会長不信任決議を出した男子生徒からは、「姉さん」と呼ばれるようになる。文化祭では潜入していたダリルにそうとは知らず大量の荷物を押し付け、だらしない姿を見せた彼を「もやしっ子」と呼んでいた。その後も彼とは正体を知らぬまま交戦する事態になるものの最終決戦で自分を「皆殺しのダリル」と呼んだ彼を「アンタはもやしっ子よ」と叱りつけている。
アルゴが牢屋から脱走した際には、それを知った綾瀬を止めるためにロープで捕縛。親衛隊に捕まることも考え、中立な立場を維持する。集の事情を知る1人ではあるが、独裁を行う集の側には付けないという状況であった。
エクソダス時には平気で他人のヴォイドを取り出し使い捨てにする涯に恐怖し、アルゴの運転する車で逃亡。残存する葬儀社メンバーと合流し、一緒に来た谷尋達の面倒を見ている。最終回では綾瀬の教員試験への勉強を手伝っていることが明かされた。
企画段階ではいのりを差し置き、最もラフ画が描かれたキャラクター。頭部に付いているネコ耳は無線+頭部センサーという設定だが、redjuiceによれば「通信機→ネコ耳」というひらめきで付けてみたとのこと。
四分儀（しぶんぎ）
声 - 子安武人
27歳。「葬儀社」の参謀役。「さすがです」が口癖だが、辞書通りの褒め言葉ではなく、皮肉や嫌味として用いることが多い。
5年前、戦場で自分を殺そうとした少年兵だった涯を見出して以来、涯を王にするために傍で手腕を振るってきた。
第2次ロスト・クリスマスの後はアンチボディズに拘束され、嘘界と「チェスで勝利したら涯に逢わせる」という取引を交わす。嘘界がわざと勝負に負けた為に涯と面会するが、「醜悪な偶像」となった涯に失望する。そして彼から預かった玄周の日記を携えて集と合流し、アポカリプスウイルスの起源について伝える。
最終決戦の際、ツグミをハッキングで妨害し続けていた研二に「研二、チェックメイトです」と言い渡し、彼を撃ち殺した。
月島 アルゴ（つきしま アルゴ）
声 - 勝杏里
- ヴォイド：黒い光を放つマグライト
- 効果：光に当たった相手を暗闇でつつむ

17歳。竜泉高校の2年生。
白兵戦に長ける少年でナイフと格闘のプロ。その実力はナイフでブーメラン型ヴォイドを弾き返すほどである。集の訓練ではいきなり刃物を手渡し、彼を卒倒させた。自身が根暗ではないかと気に病む一面を見せた。飲み物を飲む際に小指が立つ癖がある。
クーデターの後は、大雲と共にクホウイングループ会長のもとに逃れる。そして亞里沙救出の命を受け東京に侵入するが、豹変した集と再会し、彼のやり方に反発する。その際ヴォイドの真実を知る。ツグミと同じく、独裁者となった集には味方しないと態度を鮮明にし、不当な扱いを受けるが、葬儀社に居た頃の何かに必死に抗う集の姿を気に入っていたと告げるなど、集を元の集に戻そうと懸命であった。
ヴォイドを平気で使い捨てにする涯を目の当たりにしたことで、葬儀社および綾瀬とツグミを連れて別行動をとり、生き残りのいた葬儀社のアジトに潜伏。
ユウが自分や葬儀社達のことを集の従者と呼んだ時には「従者じゃない。仲間だ！」と彼の前で宣言している。
大雲の死後は彼の形見となった重火器を使用し戦闘に参加している。
大雲（おおぐも）
声 - 高口公介
寡黙な大男で、銃器や爆発物のプロ。アルゴと共に逃れたクホウイングループ側では同会長と共に待機し、護衛に回っていた。24区から逃亡してきた春夏を匿うが、嘘界の罠にはめられマシンガンで銃撃される。春夏と倉知を逃がす事に成功するものの、嘘界に刺殺される。
城戸 研二（きど けんじ）
声 - 岡本信彦
- ヴォイド：重力銃
- 効果：重力を操作する

葬儀社と集の協力によりGHQの第四隔離施設から救出された少年。スカイツリー爆破事件を起こした凶悪犯。GHQトップシークレットデータをハッキングするほどの天才少年。
葬儀社全滅後は行方不明だったが、涯と共にダアトに所属していた。葬儀社や国連軍との戦いではユウや亜里沙と共に参戦する。電脳戦ではツグミの攻勢を防御、逆に圧倒しかけたが、正体を掴んでダアトの施設に乗り込んできた四分儀により射殺される。
ルーカサイト撃墜時にはいのりのヴォイドと合体し巨大な銃へと変貌した。涯とは旧知の仲であるらしく、葬儀社の作戦行動にもすぐに馴染む。現在の涯を「ぬるい」と評する。
梟（きょう）
声 - 藤東知夏
葬儀社メンバーの中でも非常に幼い。涯に声を褒められたことを誇りに思い、また涯を尊敬している。
増援部隊や支援の受け取りポイントにいたために、ルーカサイトの砲撃により瀕死の重傷を負う。涯に感謝の言葉を告げた後、涯によって安楽死（射殺）された。
倉知（くらち）
声 - 川庄美雪
葬儀社のメンバー。春夏とは顔見知りで、行動を共にする。
ふゅーねる
冒頭、いのりが連れていた「オートインセクト」と呼ばれるロボット。感情表現が豊か。集の家のロックを解く、洗濯物をたたむなど、なかなか多芸。同時にそのアームはスタンガンも備えている。捕縛用ワイヤーを持つほか、電脳戦にも対応する。
最終決戦では追加装備を施し集用のセグウェイ型車両として使用された。エピローグでは妻や子供を模したと思しきピンクのカラーリング同型機や複数の小型機が登場した。
いのりが無口なキャラクターであり、かわいいマスコットを出したいという制作スタッフの話し合いから設定された。デザインはredjuiceが担当しており、『攻殻機動隊』に登場する「タチコマ」の存在は意識したとのこと。名前は英語表記で "funeral"、「葬儀」の意味である。

### 天王洲第一高校
校条 祭（めんじょう はれ）
声 - 嶋村侑
- ヴォイド：全てを癒す包帯
- 効果：あらゆる物体を瞬時に再生する

現代映像文化研究会のメンバー。16歳。集のクラスメイト。
集とは中学生時代からの付き合いで、お互い気を許せる間柄だが密かに彼に恋心を抱いており、集がGHQに逮捕された際は涙を流して心配し、その後授業の遅れを集に教えている際に変化を感じ取った。
谷尋と集の再会を機に2人の後を付いて行ったことで、集の真実を知ってしまい（合宿時では、いのりが集の家に厄介になっていることを颯太から聞き、集の気を惹こうとがんばっていた）、すべてを失ったような顔をしている集を見て声をかけたが、今の集は自分の知っている集ではないため、彼に迫られた後、平手打ちをしてしまう。その後、集がヴォイドを使いGHQのエンドレイヴと戦っていた現場を目撃したことを集に話し、変わり果ててしまった彼に涙を流し、再起した集からヴォイドを取り出され、その力で損傷したふゅーねるをリペアした後、集や颯太達と共に葬儀社を助けるために、ツグミの案内で羽田に向かった。
集が生徒会長に就任してからは生徒の治療や物資の再生に尽力、ヴォイドランク制の導入を恐れ独断でワクチンを取りに行った颯太たちを止めるためにあとを追い、逃亡用の車両をリペア中にダリルのエンドレイヴの砲撃により重症を負い、祭を庇って同じく重傷を負った集をヴォイドで治療中、武装ヘリからの銃撃を受けてヴォイドを破壊され身体が結晶化し、集がみんなを救える「優しい王様」になることを願いながら、集の治療を終えて息を引き取った。しかし、皮肉にも彼女の死が集にヴォイドランク制の導入、残酷な王となることを宣言させるきっかけとなった。
全ての事件が解決した最終話では、集を初めとした友人達が彼女の誕生日祝いを行った。
取り出されるヴォイドは「全てを癒す包帯」で、対象が有機物でも無機物でも瞬時に再生する。集からは「祭らしく優しいヴォイド」と評された。
荒木哲郎の「やさしい妹系キャラ」という注文からできたキャラクターで、redjuiceによれば胸のサイズは主要女性陣の中では一番大きく、体形も「ワガママボディ」を意識して描いているという。“祭”と書いて“はれ”と読ませる名前は大河内一楼（副シリーズ構成）によるアイディアだが、他のスタッフからは「普通は読めない」とのツッコミも入れられている。
魂館 颯太（たまだて そうた）
声 - 阪口大助
- ヴォイド：あらゆるものを開くカメラ
- 効果：銃の様な形状で、対象に向けて引き金を引くことでシャッターを押す、集が使用する場合のみ空間消失

現代映像文化研究会のメンバー。17歳。集とはクラスメイトで「EGOIST」の大ファン。周りからは「空気が読めない」と言われているが、わざと読まないこともあるらしい。転入してきたいのりに向かって唐突に葬儀社の話題を出し、「EGOIST」の歌詞は葬儀社っぽいなどと指摘した。
集がGHQに逮捕された事を花音から聞いて驚いていたものの、彼が学校に姿を現すとGHQに逮捕されてからの事を興味津々に聞いてくる。合宿時にいのりに告白しようとしたが、その途中で集にヴォイドを取り出され、告白は阻止されてしまった。そして集と気持ちをぶつけあったことで親交が深まった。
第2次ロスト・クリスマスが起こった時、集の呼びかけに応え、そこで集がヴォイドと呼ばれる力を自在に使いこなし葬儀社の一員となってGHQと戦っていた事と、過去に自分もヴォイドを取り出されていた事、いのりが葬儀社のメンバーである事を聞かされる。集の必死の思いに心を動かされ、一緒に葬儀社メンバーを助けるため、羽田に向かった。
第2次ロスト・クリスマスの後は集の下で校内で働くものの、ヴォイドの力が弱いために缶詰を開封する程度の貢献しかできなかったことから、ヴォイドランク制導入を恐れるあまりに他の生徒たちと共にワクチン収集のために勝手に行動してしまうが、この行為が祭の死とランク制導入を決定づけてしまい、他の低ランクの生徒達と共にワクチン投与の代償に重労働に課せられることになった。結果、エクソダス実行までの間に症状がステージ3まで進行してしまい、右側頭部がキャンサーに侵食するに至った。その恐怖から裏切りに遭った集をクレーターに突き落とし「俺は悪くない」と決別、涯の復活後はアルゴ率いる葬儀社の残存メンバーと行動を共にし、戦線に復帰した集のヴォイドによりアポカリプスを取り除かれた。その後、祭を死なすきっかけを作ったばかりか、一度は裏切った集とどう接すればいいか分からなくなり、最初は素気ない態度を取ってしまったが、集との握手によって心の霧が晴れ、葬儀社と共にいく集を一緒に避難してきた天王洲第一高校の生徒達と共に見送った。事件解決後、祭の誕生日パーティーに出席している。
寒川 谷尋（さむかわ やひろ）
声 - 水島大宙、花澤香菜（幼少期）
- ヴォイド：命を断ち切るハサミ
- 効果：らせん状の赤い糸を切るように使い、相手の命を絶つ。大ぶりで使い勝手がよく、いのりを失った後の集の主武装として扱われた。

現代映像文化研究会のメンバー。17歳。集とはクラスメイトで社交的な性格。
表向きは気の利く性格で、転入してきたいのりに対する皆の質問攻めを制したり、葬儀社の活動に巻き込まれた集を気遣ったりと好青年である。
裏ではノーマジーンの売人「シュガー」として活動し、その取引の際に集たち葬儀社がアンチボディズと交戦している所を目撃、「シュガー」であることが集に知られた後、互いの事情を秘密にするという約束をするが、弟・潤の治療費のために集を裏切りGHQに通報、集が復学した際には、処分されそうになった弟を連れて身を隠していたが、移動中に集と再会し、彼の協力で潤を葬儀社に保護してもらおうとしたが、GHQに発見され集と内輪もめになっていた際にヴォイドを取り出され気を失い、意識を取り戻した時に潤の死を集の口から聞かされた。その後は学校にも戻らず街を彷徨っていたが、バイオテロの際に集が発した呼びかけに応じ現れ、彼や祭達と共に羽田に向かった。
第2次ロスト・クリスマス後は学校に復帰し、集を生徒会長に推して自分は補佐に付き、ヴォイドランク制を提案、祭の死の一部始終を見たことで「ヴォイドの破壊=死」という事実を知るが、集が事実を知ればヴォイド使用を躊躇うことを予測して揉み消したが、真相を集に知られたことで信頼を失い、さらに亞里沙襲撃の犯人であるいのりの処遇について集と争った結果彼と決別、その際かつて彼をGHQに売り信用を失くしたことを悔やんでいた。
エクソダスの後は、颯太や花音と共にアルゴ率いる葬儀社の残存メンバーと行動を共にし、最終決戦の際は颯太と花音と共にヴォイドを集に預け、24区に取り残された一般人の避難誘導を行った。
草間 花音（くさま かのん）
声 - 寿美菜子
- ヴォイド：レーダー機能付のメガネ
- 効果：遠くのものを見通すことができる

集のクラスの学級委員長。17歳。
集がGHQに逮捕される現場を目撃した1人。
昔は谷尋とよく遊んでおり、密かに恋心を抱いている。そのために集が復学後に不登校になった谷尋をかなり心配していた。
第2次ロスト・クリスマスの際に集から全ての事情を聞いた後、祭達と同じく協力者の1人となり、一緒に羽田に向かう。
集が会長になってから、ヴォイドランク制や祭の死をきっかけに周りの人間が変わっていく事を悲しむ。
自身はヴォイドの能力を使い、屋上からの見張りを担当していた。
当初の脚本には無かったキャラクターであり、redjuiceが本作の打ち合わせ時に勝手に描いた「メガネの委員長キャラ」がそのまま採用され、本編に登場することとなった。胸のサイズは、主要女性陣の中で一番控えめとなっている。
供奉院 亞里沙（くほういん ありさ）
声 - 遠藤綾
- ヴォイド：あらゆるものを弾き返す盾
- 効果：手鞠を介して6枚の盾を自在に操る

天王洲第一高校の生徒会長。17歳。クホウイングループの長を祖父に持つ。高潔かつ潔癖な性格で、学内の男子の憧れの的。GHQに連行され、学校で好奇の視線を向けられる集を庇う。将来的にグループを背負って立つ者として期待され、完璧であることを志しているが、その重圧を受け止めきれてはいない。
日本の自主独立を掲げたグループ主催の船上パーティに出席した際、潜入していた涯に出会い、ただならぬ想いを抱き始め、第2次ロスト・クリスマスの際に集から全ての事情を聞いた後、祭達と同じく協力者の1人となり、一緒に羽田に向かった。
事件解決後、閉鎖地区となった学園の全責任を務める生徒会長として仲間達と共に全力を注ぐが、GHQが閉鎖区画を切り捨てる情報を知った後、不安になる全生徒を抑えることができなくなり、難波や数藤から不信任決議を言い渡されてしまい、結果集に会長の座を譲ったが、祭の死により変わってしまった彼に反発したため、校舎の一室に軟禁され（ヴォイドがSランクと高位だったため）、その後アルゴの拘束を聞き見張りから逃げるが、「ヴォイドの破壊=死」という事実を目の当たりにし、それを他の生徒たちに知らせようとした途端にいのりに襲撃されてしまい、その時の恐怖から混乱に陥っていたところをコンタクトをとってきた涯につけ込まれ、秘密裏に他の生徒を懐柔、エクソダス計画の発動後集に対するクーデターを図った（その後、涯によって4人の生徒が犠牲となり、彼女からの立場上、集と同じく他人を利用する者となる）。
その後はダアトの一員として行動するが、近くにいられると思った涯の傍にいることは許されず、自分を粛清しに来た祖父を自らの手で殺すことになってしまう。いのりの捕縛後、任務中に集に拉致され、彼を葬儀社の潜伏しているアジトに案内、決戦時は涯に付くことを決め、彼にヴォイドを託した。
国連軍の襲撃を受け、託されたヴォイドで通路を塞ぎ続けるが、真名の歌でアポカリプスウイルスの感染が進行してしまい右脚が結晶化、それでもなおヴォイドで守り続けるが涯の死と集の力でアポカリプスウイルスとヴォイドが消滅し、乗り込んできた国連軍に撃たれるも、ダアトのメンバーに救出された。その後の消息は不明（祭の誕生パーティーにも参加していない）。
「オリジナルなアニメなのだから」という理由で、制作スタッフの様々なフェティッシュが盛り込まれたキャラクターとなっている。
難波 大秀（なんば ひろひで）
声 - 阪口周平
- ヴォイド：ナックルダスター
- 効果：不明

数藤とつるむ眼鏡の生徒。亞里沙への不満から彼女の不信任決議を提案した。
ヴォイドランク制導入後は親衛隊の中核メンバーになる。表面上は集に従い、亞里沙の監視役を務めていたが、彼女から肉体関係を対価にクーデターを持ちかけられ、他の生徒達にヴォイドの秘密を暴露し集に反逆するよう煽る（彼から言ってみれば、ただおもしろかっただけという理由だった）。エクソダス成功後に集に銃を向けるが、現れた涯により爆撃機撃墜のためにヴォイドを利用され死亡（亞里沙が助けを求めた相手が集と同じヴォイド使いだという事は聞かされていなく、いうなれば彼女に利用されていた）。
数藤 隆臣（すどう たかおみ）
声 - 樋口智透
- ヴォイド：アメリカンクラッカー
- 効果：不明（ランクは高い）

難波とつるむ長髪の生徒。「葬儀社メンバーを差し出せば閉鎖地区から出られる」という嘘界が流した風評に踊らされ、生徒に紛れこんでいた綾瀬とツグミを捕まえて全校生徒の晒し者にするが、彼女たちを助けようとした集により風評が真っ赤なウソであることを明らかにされ立場を失う。
ヴォイドランク制導入後は親衛隊の中核メンバーになるが、難波同様集への忠誠心は薄く、エクソダスに乗じて彼を裏切る。しかし涯によりヴォイドを利用され死亡。
宝田 律（たからだ りつ）
声 - 津田美波
- ヴォイド：スタンガン
- 効果：不明（ランクは高い）

親衛隊の一人。難波・数藤と共に集を裏切るが、涯にヴォイドを利用され死亡。
ヴォイドは「スタンガン」。インセクトの制御装置がある東京タワーを倒すため集が使用した。
縁川 雅火（へりかわ みやび）
声 - 渡辺明乃
- ヴォイド：巨大な鎌
- 効果：不明（ランクは高い）

親衛隊の一員。集に心酔している。そのためエクソダス後に集の手を斬り落とした涯に斬りかかるが、涯に随伴していたエンドレイヴにヴォイドを破壊され死亡。

### GHQ
ダリル・ヤン
声 - 内山昂輝
- ヴォイド：万華鏡
- 効果：ビームや銃弾を弾き返すバリアフィールドの様なものを形成する。〈ゲシュペンスト〉搭乗時には「ヴォイドゲノムエミュレーター」の効果によりそのヴォイド能力を使用

GHQのエンドレイヴパイロット。使用機体はシュタイナー→ゴーチェ→ゲシュペンスト。17歳。階級は少尉で、司令官ヤン少将の息子。
物質的には恵まれながらも人並みの愛情とは無縁な環境で育ち、極度の心理外傷を抱え込んだ結果、優しかった性格は他人や集団を顧みない自分勝手な性格になってしまった。人との肉体的接触を嫌悪し、たとえ相手が上官であっても面罵し、民間人の女子供を平然と殺害するなど、人格は破綻しており「皆殺しのダリル」の二つ名で呼ばれる。
将校という立場であるにも関わらず、指揮系統を無視し無断出撃を行い、綾瀬のエンドレイヴと戦闘に突入するなど組織という物を第一に考えていない。このような性格からか、戦闘中においても涯への敵愾心という私情でルーカサイトのコアを省みる事無く施設内で発砲、東京壊滅の危機を招いている。
ただし、戦闘要員としては優秀らしくエンドレイヴの操縦の腕は確かなものであり、量産機〈ゴーチェ〉で綾瀬の新型機〈シュタイナー〉と互角に渡りあった。
誕生日は8月23日。ゴーチェの機体ナンバーもこれから由来する「823」であるが、そこに込められた真意を汲もうとしない父への絶望と憎悪を嘘界に利用され、茎道のクーデターに協力してしまう。その際に父を自らの手で殺害したためか、以後心境に変化が表れ始める。
閉鎖区画の東京浄化作戦に使用されたゴースト部隊の一方的虐殺行為に不満を抱いていて、殺し方に愛がないと言う。ツグミを「ちんちくりん」と呼ぶなど、学園祭の時に自分におせっかいを焼いたツグミに何か思う所があるようで、ツグミのヴォイドによって作られた集・綾瀬・ツグミのダミーがゴースト部隊に銃撃される光景を目にした時には動揺を見せた。
アンチボディズ側で涯が現れた際には、自分の手で実の父親を殺めてしまったことを思い出し彼に反発。文句を口にしながらツグミを助けるのであったが、命令違反をした事で牢獄に放り込まれる。
葬儀社に対する敵対心が強く、幾度となく葬儀社に戦いを挑むも敗北している。最終決戦では、葬儀社との決着を付ける為に自ら「ヴォイドゲノムエミュレーター」の実験体になる事を志願し、大型エンドレイヴ〈ゲシュペンスト〉に搭乗。綾瀬たちの前に立ちはだかる。涯が敗れたことでエミュレーターが作動しなくなり、綾瀬に敗れる。それでもなお「お前らをやれば僕は『皆殺しのダリル』でいられる」と宣言するがツグミによって否定された。敗北後にアンドレイによって命を救われ、エレベーターで逃亡する。
茎道 修一郎（けいどう しゅういちろう）
声 - 井上和彦
特殊ウイルス災害対策局長で、アンチボディズの指揮官。玄周とは旧知の仲。春夏の実の兄。性格は一見冷徹ながら、その心底に狂熱的なものを秘めている。
玄周のIDカードを所持しており、それを利用して大島の施設から「はじまりの石」を持ち出す。その直後、GHQへ出頭し拘束されるが、実は「はじまりの石」がヤンの手に渡ることも計画の内であった。嘘界に「はじまりの石」を発動させ、アポカリプスウイルスのパンデミックを引き起こした後、アンチボディズによって拘束から解放されクーデターを起こす。ユウを使っていのりを捕らえ、真名を蘇らせることでアポカリプスを実行に移すも失敗した。
第二次ロスト・クリスマス以降は日本の臨時政府大統領に就任し、天王洲第一高校をはじめとする第七管区を10年閉鎖することを決定した後、そこの浄化を名目とした大量虐殺を開始する。最終決戦では戦いの行く末を監視していたが、乗り込んできた春夏と対峙し、「戦いに勝ったのは俺でも玄周でも無い」と言い残し、アポカリプスウイルスを自分自身に打ち込んで自殺する。
ヤン
声 - 土師孝也
GHQの司令官。階級は少将。ダリルの父親だが、ダリルが実の息子なのかという事に疑いを持っており、息子として見ていない。
茎道が起こしたクーデターにおいて、愛人諸共ダリルに殺害される。
グエン
声 - 志村知幸
階級は少佐。いのりを捕縛する際に蹴りつけたり、避難勧告に乗じて人質を取り葬儀社を誘き出そうとするなど、過激な性質の持ち主であり、軍人というよりもヤクザに近い気質の人物。アポカリプスウイルスの蔓延を防げずに自国を崩壊させておきながら、事態収拾に乗り込んだGHQに反抗的な日本人への強い苛立ちを感じている様が見受けられる。「脂身」などダリルの傍若無人な言動の数々に憤激していた。奪われた「ヴォイドゲノム」の奪還のため六本木フォートを襲撃。部隊を率いて葬儀社と対峙するも、涯の策略によりビームの乱反射に巻き込まれ死亡。
嘘界＝ヴァルツ・誠（せがい＝ヴァルツ・まこと）
声 - 神奈延年
階級は少佐。左目が義眼の男で、ノーマジーンの流通ルートを一週間で解明してしまう切れ者。しかしその実態は、自らの興味や悦楽のためなら何がどうなっても全く意に介そうとしない狂人。通称は「ハングマン」。ナイフの扱いにも優れた一面も持つ。
クロスワードを楽しんだり、「処世術だ」と言ってダンのテンションをまねたりなどコミカルな一面も見られる。
〈王の能力〉に興味を持っているらしく、力の発動を見るためだけに敵味方の犠牲を問わない様々な策を巡らせていた。また、そのために茎道にも与し、第2次ロスト・クリスマスの際には上官であるダンを侮蔑の言葉と共に射殺した。
第2次ロスト・クリスマス以降は特殊ウイルス災害対策局長に就任する。閉鎖地区の完全封鎖を言い渡された際「葬儀社のメンバーを差し出せば外に出られる」というデマメールを地区内に流して楽しんでいた。蘇った涯が得た〈王の能力〉を見るが「何か違う」と惹かれず、春夏が持ち去った最後のヴォイドゲノムを狙って追撃を図る。葬儀社と共に廃墟に籠城する彼女を追い詰めるが、再び〈王の能力〉を得た集に谷尋の「鋏」で死亡。その際には「他人の心が私の中に入ってくる」と恍惚の表情を浮かべていた。
左目はセフィラ製薬公安部隊長の時にスクルージを追っていた際に戦いに巻き込まれ失っている。
桜満 春夏（おうま はるか）
声 - 藤村知可
集の義母。GHQ所属のヴォイドゲノムを培養するセフィラゲノミクス主任研究員。週に一度程度しか帰宅しない。集からは「春夏」と名前で呼ばれている。自宅に入るなり服を脱ぎ捨て、下着姿でうろつくラフな性格で、桜満家に居候しているいのりと出くわしてもまるで動じなかった。
茎道の妹であり、飛び級で大学に入学するほどの才女で、それゆえに研究に明け暮れる玄周に興味を抱き、彼と結婚するに至った。そして2029年、彼の実子である真名と集と共に過ごそうとしたクリスマスに玄周を喪い、そしてロスト・クリスマスを経験する。真名と集に起こったことを知る数少ない人物で、以来「集を守る」ことを自身に課している。
第2次ロスト・クリスマス発生前に、茎道から集がヴォイドゲノムを継承していた事と、“葬儀社”の一員となっていた事を知らされる。ダンの協力で嘘界の監視から逃れる事ができ、逃げている途中にいのりと涯に出会い、アポカリプスウイルス拡大を防ぐために葬儀社に協力する。
第2次ロスト・クリスマス以降は、王の宿命から集を解放するために24区に与し、涯の復活に関わる。その後真名の殺害に踏み切るが、策は全て茎道に見抜かれており、やむなく最後のヴォイドゲノムを持って逃亡。葬儀社残存メンバーに合流し、再度力を手にした集や葬儀社の面々と共に決戦に臨んだ。
ダン・イーグルマン
声 - 最上嗣生
供奉院家の船外パーティーを行っている船にドラグーンミサイルで襲撃しようとしたGHQから派遣された軍人。階級は大佐。「ガッツで行こう」等の言動からスポーツマンに則った精神を持っているようであり、ワイルドな行動を好む。女性に暴力は振るわず、部下にも親交を深めようというコミュニケーションをとっており、性格的には悪人ではない模様。しかし地対空ミサイルであるドラグーンを「上に飛ぶなら横にも飛ぶ」と強引に車両ごと寝かせて射出するなど非常識な面も多々見られる。
クーデターの際、ウイルスにより身体の一部がキャンサー化し、さらにダリルの裏切りによる襲撃を受ける。その後、春夏をかばうように逃がし、嘘界を組み伏せるものの逆に射殺される。
アンドレイ・ローワン
声 - 野坂尚也
メガネをかけた青年で階級は大尉。グエンの死後は嘘界の補佐やダリルのオペレーターなどを行う。実質的には嘘界に近い人物らしく、GHQを裏切り、茎道のクーデターに協力した。
日頃の言動から見るとごく普通の良識人らしく、嘘界や茎道の行う大量虐殺作戦に抑えきれない嫌悪を感じている模様。
ダリルの反逆時には庇うなど彼を気遣う様子も見られ、GHQの追っ手に追跡された際には彼をエレベーターに押し込み逃がしている。その際は「生き直せるなら今度はもっと人に優しくしろ、本当はもっといい子だったんだろ、ダリル坊やは」と、本編では描かれることはなかったが幼少時のダリルを知るかのような言葉を掛けるなど、本心から彼の事を案じていた。その後の生死は不明。

### その他
桜満 真名（おうま まな）
声 - 茅野愛衣
いのりに似た容姿の人物。物語の中核を担う存在の1人。〈王の能力〉を宿した集にたびたび語りかける。幼い集と一緒に写った写真がある。
その正体は集の姉であり、「はじまりの石」に最初に触れ、最初にアポカリプスウイルスに感染した第一感染者。2029年の夏、砂浜に打ち上げられていた少年の涯を助け、「トリトン」と名付けた。しかしウイルスに精神を蝕まれた結果、集に対し異常な愛情を抱き、自分を危険視した涯を亡き者にしようとする。クリスマスの日教会で涯を騙し、銃の暴発で怪我を負わせたところを集に発見される。集に迫るも、身体を覆う結晶を見た集から「化け物」と突き放されたことで精神が揺らぎ、ウイルスを暴走させる。周囲を感染させ崩壊させつつ、自らも集と涯に助けを求めながら崩壊していった。これが「ロスト・クリスマス」となる。
現在で茎道らの計画によって、いのりの体を使い復活させられかけたが、集と涯によってとどめをさされ、正気に戻り涯と共に消えていった。だが、真名の存在はまだいのりの中に残っているらしく、彼女の体を使って亜里沙を攻撃したり、廃墟の町に居る危険人物達を瀕死状態に追い込んだりしている。未だに集を求めている様子で、涯を利用し集が自分の下に来るのを待っている。そして、記憶の消えたいのりの体を依り代に完全復活を果たす。復活した後集に迫るが拒絶され激怒、彼と完全に決別し世界中を自らの踊りによって結晶化させようとする。最期は「淘汰の終着点」において涯と共に集の右腕に消えていった。その体は何度朽ちても復活させられ永遠に役割から解放されることは無かったが、涯の行動によりようやく解放された。
ユウ
声 - 西墻由香
- ヴォイド：弓
- 効果：スプリットミサイルの様にアポカリプスウイルスの矢をばら撒く

ダアトの一員である、金髪碧眼の少年。ただし10年以上前から容姿が変化しておらず、実際の年齢は不明。本人の口振りから、千年以上の時を生きているかのような言動をする。
茎道が話しかけていた少年。集の〈王の能力〉のフラッシュバックでも似たような人物が確認されている。真名のことを知っている。集と同じく〈王の能力〉を持ちそれによって、いのりからヴォイドの剣を取り出すとそれで集を庇った涯を斬り付ける。手には集と同じく｛王の刻印｝がある。
その正体は「ダアトの総意を象徴する者」であり、自らの存在そのものがダアトであるとも語っている。アポカリプスウイルスを開発し隕石を使って地球へ送り込んだ惑星の使者である。
集との戦いで敗北するが、自身は集と涯の戦いを見守る立場になり、消えていった。
年齢不詳でありながら「弓」のヴォイドを持ち、涯が使用している。GHQの艦隊が襲撃してきた際には亞里沙の「盾」と城戸の「重力銃」と合体した、スプリットミサイルの様にアポカリプスウイルスの矢をばら撒く弓型のヴォイドへと変貌した。
桜満 玄周（おうま くろす）
声 - 関俊彦
集と真名の父親である優秀な遺伝子学者。
天王洲大学ではゲノム理論を提唱して学会で一目置かれる存在になり、ほどなく結婚。真名を授かる。しかしアポカリプスウイルスの出現による娘の豹変、妻の死を経験することになり、孤独に身を置きウイルス研究に没頭するようになる。この間に春夏と再婚するが、ロスト・クリスマスにて、自分を妬む茎道に射殺される。
マイペースで家族への愛情が深く、友人思いの人物だが、一人で何でも出来て一人で何でも抱え込んでしまう為孤独になってしまい、また他人の内面に疎い一面がある。茎道とのすれ違いを生んでしまう。
寒川 潤（さむかわ じゅん）
声 - 津田美波
谷尋の弟。アポカリプスウイルスに感染しておりGHQの施設で治療を受けている。既にステージ4に達し、身体の半分ほどが結晶化している。また、その副作用で涯と同じくヴォイドの形が見える能力を持つ。
エンドレイヴの攻撃を受けるが、意識を宿した身体の結晶がエンドレイヴを侵食し暴走、谷尋に襲いかかるが、残された最後の意志で集に自分を殺すよう頼み、兄のヴォイドで命を絶ち切られた。

### 『PRINCESS OF DEADPOOL』に登場
この項では小説『GUILTY CROWN PRINCESS OF DEADPOOL』にのみに登場する人物について説明する。
過剰摂取（オーバードーズ）
自分の体からヴォイドを取り出す能力を持った若い女性。体中に無数の傷跡がある。髪の色は白髪。声はしわがれている。肉体能力はヴォイドを使用せずとも常人のそれを凌駕している。
ヴォイドの使用には制限があり、長時間の使用はできない。また、ヴォイド使用の副作用で肉体は限界に達している。その上、精神は混乱と狂気に蝕まれており、「未処理」の些細な一言で怒ったり、泣いたりしたりしている。
未処理（アントリート）
「過剰摂取」と共に行動する男性。

### 『ロストクリスマス』に登場
この項ではゲーム&OVA『ギルティクラウン ロストクリスマス』に登場する人物について説明する。
スクルージ
声 - 櫻井孝宏
主人公。ダァトの強化ゲノム実験体で、超人的な肉体と右手にヴォイドゲノムの力を持つ。その王の力は不完全で右手で触れた人間はキャンサー化してしまうが、キャロルだけはキャンサー化せずヴォイドを作り出すことが出来る。目覚めたとき記憶がなく、ダアトの研究施設からキャロルと共に脱走する。
死後、残された右手はユウに回収された。
キャロル
声 - 阿澄佳奈
スクルージと同じ研究施設に居た謎の少女。スクルージに触れてもキャンサー化せずヴォイドを作り出すことが出来る。本来イヴが産まれる以前の人間にはヴォイドがなく、またヴォイドは固有の1つのみであるにも関らず複数のヴォイドを生み出すことができ、ヴォイドが壊されても死ぬことがない。
パスト
声 - 高垣彩陽
スクルージを狙う刺客でダァトの強化ゲノム実験体。過去のクリスマスの精霊とも呼ばれ、エンドレイヴの操縦者として能力が特化されておりその本体は既にキャンサー化している。エンドレイヴはケストナー、フライシュマン、レクナゲル、エデン・ベベを操っており、本体を失ってからはエデン・ベベと同化した。
その正体は集と真名の母。精神は既に崩壊してしまっているが、子供たちを守るという意思は残っており、ロストクリスマスでは真名の元に向かおうとするスクルージを執拗に付け狙う。
プレゼント
声 - 小林ゆう
スクルージを狙う刺客でダァトの強化ゲノム実験体。現代のクリスマスの精霊とも呼ばれ、アポカリプスウイルスを操ることができ金属結晶を攻撃にも防御にも利用できる。執拗にスクルージに執着する。
イェット・トゥー・カム
未来のクリスマスの精霊にあたる存在で、スクルージがキャロルから複数取り出したヴォイドそのもの。キャロルの子宮は既にキャンサー化しており、それ故武器としてしか産まれなかった。剣、ラッパ銃、弩砲、聖骸布、戦輪、聖杯など様々なヴォイドが出ている。
ドルード
OVAに登場。キャロルが拾った野良犬。戦いの最中に右手で触ってしまい、スクルージがキャロル以外で唯一ヴォイドを取り出した。この犬も実験体であったらしい。

## 用語
王の能力
セフィラゲノミクスが3つだけ製造に成功した、強化ゲノムによって付与される能力。ヒトゲノムのイントロンコードを解析し、内に秘めた力をヴォイドの形で取り出せる、神の領域を暴くヴォイドテクノロジーの頂点。
ヴォイドを取り出す際には対象の人物と視線を合わせる必要がある。17歳以下からしか取り出せず、人によって出現するヴォイドは多様。加えてヴォイドを取り出された人物は気を失い、その前後の記憶を無くすため、自身のヴォイドを見ることはない。しかし、物語の進行と共に能力が次の段階に移行し、ヴォイドを取り出された本人も意識を保ち、取り出したヴォイドゲノム保有者ほどではないが自らのヴォイドを使えるようになる。
集が敵に対して使う場合、必然的に戦火の真っ只中に赴かなければならない能力であるが、能力を付与された個人自身のヴォイドも能力に影響するらしく、集が直に触れなければならないのに対しライフルのヴォイドを持つ涯は遠距離からでも取り出せる。
それぞれのヴォイドの強弱は特殊な検知器によって数値化され目に見えるようになる。
ヴォイド
人の体内にある物質。「形相を獲得したイデア」であると涯は述べている。イデアとは倫理学において「理想」を意味するギリシア語であり、“個々の恐怖やコンプレックスの反映”がなされるヴォイドの特徴と関連していると思われる。
どのヴォイドも現代科学が及ばない超常の力を有しており、ヴォイドと使用者によっては単身でエンドレイヴの小隊を殲滅する事も可能。
しかし、ヴォイドを破壊された場合、その持ち主は肉体が急速にキャンサー化（結晶化）してバラバラになり死亡する。
「はじまりの石」が大島に落着した2022年以降に生まれた17歳以下の人間だけがこれを持つ。
ヴォイドゲノム
桜満玄周がアポカリプスウイルスを解析して見つけ出した遺伝子コードの名称。対象となる人物の遺伝子情報を読み取り、それをヴォイドとして具現化する〈王の能力〉を手に入れる。投与された者は体に王の刻印が現れる。なお現段階で、ヴォイドテクノロジーの頂点である「ヴォイドゲノム」は3個しか生産に成功していない。現段階では集と涯とユウが〈王の能力〉を得た人物に該当する。
アポカリプスウイルス
2029年の東京で突如発生した謎のウイルス。発症すると身体がキャンサーと呼ばれる紫色の結晶体に変異していき、全身が変異すると砕け散って死亡する。第一感染者であり「イヴ」である真名の歌を感染者が聴いた場合は、症状が一気に進行する。その正体は、ダアトの構成員ユウが開発したウイルスで、隕石とともに地球に送り込まれたもの。
感染者は凶暴化されると噂されるが、GHQによって厳重な情報管理が敷かれているため、公にはその詳細が知られていない。
このウイルスの蔓延が原因となり、当時の日本の政治中枢は大混乱に陥り、結果的には国連から派遣されたGHQの統治下へ入ることとなった。
GHQの情報統制により一般人は詳細を知らず、重度の発症者は隔離施設に収容され各ステージに分類され治療を受けている。
現在では日本人の全員が感染していると見られており、月に一度のワクチン接種が義務づけられているが、放棄された六本木地区は対象外であり、住民はワクチンの投与も受けないまま地区ごと隔離されている。
アポカリプスウイルスに感染すると稀にヴォイドを視ることができる能力を手に入れることが、潤の話で明らかになる。
キャンサー化
アポカリプスウイルス感染者のステージが進み、体表面に金属質の結晶が発現する症状。感染ステージ末期になると、結晶の破壊と共に身体部位（該当部位）が崩壊し、最終的には死に至る。結晶は「AP結晶」と呼ばれる。
スクルージはその右手で触れた人間を強制的にキャンサー化させてしまい、キャロル以外から“ヴォイド”を引き出せないため失敗作と呼ばれている。
右手がヴォイド化した集の場合は、キャンサー化した部位をそのまま自分に移す事が可能である。
ロスト・クリスマス事件
2029年12月24日に起こった六本木でのアポカリプスウイルスの感染爆発と、それに伴う騒乱。天王洲にあるセフィラゲノミクス社と、六本木ヘリ墜落事件の追悼式典会場が爆破され、百数十名が死亡した。犠牲者の中には、最期の日本政府の全閣僚、副大臣、東京都知事および副都知事、財界の大物などが含まれる。この事件によって日本は政府機能を失い、多国籍軍による治安維持部隊が投入され、後に発足したGHQによる日本暫定統治が始まるきっかけとなった。
六本木ヘリ墜落事件
小説版にて明かされた事件。2029年11月1日に起きた、六本木の、成功者の象徴とされた高層ビル群に所属不明の1機のヘリが墜落した事件。死者は約20名。犠牲者の多くは財政界に影響力を持つ富豪であった為、12月24日の追悼式典には総理を始めとする閣僚全員が出席。同式典会場はロスト・クリスマスで爆破された。
葬儀社
GHQの統治から日本の開放を目指すレジスタンス組織。拠点は六本木フォートでメンバーのほとんどが若者。今までは組織の存在を隠してきたが六本木フォート侵攻（第2話）を受け、組織の存在をテレビなどで公表した。リーダーである恙神涯のもと、アンチボディズと対抗するための装備と組織力がある。組織名の由来は「自分達は常に淘汰される弱者を〈送る〉側である」ことから。海外にも支援者がいるらしく、日本国内でもクホウイングループの協力を取りつける。
第二次ロスト・クリスマス事件では敵の罠にはまりリーダーの恙神涯を失った上、数多くの幹部も行方知れずとなり、壊滅的打撃を受けてしまう。
GHQ
アポカリプスウイルスが日本中に蔓延した際、アメリカ軍を中心に超国家間で発足した超国家的組織。政府機能を失った日本に対し武力介入を行い、軍事占領下に置いている。ワクチンの開発に成功しており、日本国民へのワクチン投与を名目に現在も日本に駐留し続け、日本人を経済的にも隷属させている。本拠地は24区。広義では総司令部〈General Headquarters〉の略語。
アンチボディズ
GHQに所属する特殊防疫部隊。正式名称は特殊ウイルス災害対策局で、茎道修一郎が局長を務める。感染者を独自で認定・隔離できる権限を持っており、その場で殺処分することもある。フォートに住む住民にとっては恐怖の対象であり、その出で立ちから「白服」と呼ばれている。
OAU
アフリカ連合が改組して生まれた、アフリカ国家連合機構。生まれた理由はロスト・クリスマス事件後、国連加盟国の分担金は大幅に増加しており、ロスト・クリスマス後のGHQ日本統治に伴う費用がその背景にある。第5話で茎道と嘘界が交わしていた会話にある「リーブ・ネイションズ」は国連脱退国という意味である。日本を占領した事でその地位を高めた欧米勢力中心の意志決定と資金負担の増加を嫌う途上国は次々と国連を脱退していき、特にアフリカ諸国に数が多い。葬儀社の涯は反国連・反GHQの支援を求めて、国際政治の新勢力となっているOAUに対し接触を図っていた。
クホウイングループ
供奉院家によって興された日本の国際企業グループ。第7話に登場した供奉院翁は、供奉院家当主のほかにグループ会長としてトップダウン型の経営を行なっている。GHQの統治以後、「日本国民による自主自立」を目指していた供奉院翁は、GHQによる収奪にも反発して政官界のネットワークを使い様々な策謀を巡らせている。亞里沙はその孫で当主の跡継ぎという立場であるが本人は承諾してはいるものの、内心では微妙に嫌がっている。
後のロスト・クリスマス事件以後は葬儀社が壊滅した上に、茎道らの不穏な動きによって孫娘を含む多くの日本人が抹殺されようとしている事態に苦慮している。
24区
かつてお台場があった場所。日本にとってはロスト・クリスマスに端を発する騒乱の象徴。GHQやアンチボディズの本拠地であり、暫定統治のために建設された巨大建造物には行政や軍事、ウイルス研究などの施設が集約されている。
セフィラゲノミクス
アポカリプスウイルスの基礎研究やワクチン製造などを行う製薬企業。GHQやアンチボディズと関係があり、そのため研究所も24区にある。3本のヴォイドゲノム製造に成功していた。集の母・春夏はこの企業の主任研究員でもある。
エンドレイヴ
GHQの所有する人型ロボット。正式名称は "Endoskeleton remote slave armor" =「内骨格型遠隔操縦式装甲車両」で、その通称がエンドレイヴである。内骨格にいくつかのモーターや電動アクチュエータ、バッテリーをマウントし、走行機能を持ったアームロボットのような設計思想となっている。技術の発展によって多モーター化と軽量化が図られているため、開発世代が新しくなるごとに小型化・人型化が進展している。多くの機体は手持ちの銃器を使用する。
アポカリプスウイルス研究の副産物として生まれた「ゲノムレゾナンス伝送技術」によって、オペレータはほぼタイムラグ無しでエンドレイヴに意志を伝えることが可能。しかし、遠隔操作方式ではある物の機体に大きな障害（著しい損傷等）があった場合、逆流信号が発生しオペレータにダメージを及ぼすという問題点もある。危険時には「ベイルアウト」なり、非操縦者（第三者）による強制手段により通信を遮断する。
第三者のオペレータが、他のオペレータが使用しているエンドレイヴの操作を奪う事も可能。この場合、それまで操作していたオペレータは、強制的にベイルアウトされる。
ジュモウ
GHQの最旧型エンドレイヴ。人型からは程遠い機体形状で、丸みを帯びたフォルムが年代を感じさせるデザインになっている。背部にある角のようなミサイルランチャーが特徴的な他、胸部に機関砲を持つ。機体色はアイボリー。
葬儀社側の機体は、鹵穫した機体を使用しているものとみられる。2話で綾瀬機は破壊され、GHQから奪取したシュタイナーに出番を譲る。最終決戦でも葬儀社側で数機の運用が見られた。
ゴーチェ
GHQの量産型エンドレイヴ。旧式機のジュモウと比較すると小型である。移動時には脚を折りたたみ、戦車の様な形態をとる。装備としてレールガン、パイルバンカー、ミサイルなどが搭載できる。エメラルドグリーンの機体色の一般機と、黒基調の機体色のゴースト部隊仕様の機体が存在する。
シュタイナー
GHQの新型エンドレイヴ。ダリルが運用していたが、後に葬儀社に奪取され綾瀬が使用する。機体色は白。第2次ロスト・クリスマスにて破壊される。
頭部センサーの発光パターンがダリル操縦時には青、綾瀬操縦時には赤と異なっている。
後期OP映像には出ているものの、後期の本編には出演せず、そのまま後継機のシュタイナーA9に出番を譲った。
シュタイナーA9（アーノイン）
最終決戦にて綾瀬が使用した機体。葬儀社側でシュタイナーをチューンナップした機体と思われる。各部から突き出たパーツにより、原型機と言えるシュタイナーよりも棘々しいフォルムとなっている。出力強化が図られたのか、スラスターによる飛翔が可能。両腰からはビット兵器を射出し使用している。
OP映像では一貫して通常のシュタイナーが描かれており、A9は登場しない。
ゲシュペンスト
最終決戦にてダリルが使用した大型エンドレイヴ。通常のエンドレイヴよりもかなり巨大な体躯を持ち、有線式ロケットアームなどの特殊な兵装も有する。
遠隔共鳴システムを使用せず、試作段階の「ヴォイドゲノムエミュレーター」により操縦。その能力かダリルの「万華鏡」と思しき物理障壁を発生させ、アルゴの銃撃を弾き返している。
スワップ
エンドレイヴの運用はその性質上、複座制御はできず、すべて単座であり一人のオペレータによって接続・制御が行われている。神経接続を行なうオペレータの精神負担は大きいため、その作戦時間には限界がある。そのため稼働中のオペレータや機体を入れ替える「スワップ」という運用が可能となっている。本来は長時間の作戦行動においてバックアップオペレータと交代するための手段だが、第6話でダリルはルーカサイト制御室に予め配置されていた機体にスワップして、葬儀社を迎え撃った。
ルーカサイト
非対称8の字の準天頂軌道を周回している、3機の対地攻撃衛星で構成される衛星コンステレーション。その威力はたった3パーセントで周囲1キロメートル以上を壊滅させるほどの物。コンステレーション完成時には3機のうち1機が日本上空にある状態となり、地形や建造物に遮蔽されることなく日本全土を標的にできる。GHQによる統治が始まって以来、日本からの出国は防疫対象として厳しく制限している。空海路の完全封鎖によるルーカサイト計画は、アンチボディズ主導で実施されたプロジェクト。葬儀社によるルーカサイト攻略戦時に2機が撃ち落とされている。ルーカサイト (leukocyte) とは白血球の意。
ノーマジーン
本来はアポカリプスウイルスのワクチン研究の中で偶然に発見された薬物。その製法がなんらかのルートで流出し、日本国内で密造・密売が広がっているジーンドラッグ。常習性の一方で既存の禁止薬物に比べ肉体的・精神的ダメージが軽微なため、若者達の間ではカジュアルドラッグとして流行している。六本木フォートは非合法な取引の場として利用されており、谷尋は密売のために出入りを繰り返して資金を貯めていた。
ダアト
復活した涯が率いる秘密結社。フリーメイソンやシオン修道会よりも古くから存在し、その存在は伝説だと思われていた。そのシンパは世界中のあらゆる組織に浸透している。24区を拠点に構え、全国ネットで世界に宣戦布告をする。
ユウによると、その実態は人類の意思を決定する機関であると語られている。

## スタッフ
副シリーズ構成を担当する大河内一楼は、過去に“シリーズ構成”で参加した『コードギアス 反逆のルルーシュ』において吉野弘幸に“副シリーズ構成”を担当してもらったという経緯があり、吉野がシリーズ構成を担当する作品が出て来た時には大河内が副シリーズ構成を担当する「引き換えチケット」という約束の元に、本作品において恩返しという意味も込め参加することになったという。
主題歌・挿入歌を手掛けるryoは、同じsupercellのメンバーであり本作品のキャラクター原案を担当するredjuiceとは別々に依頼を引き受けた形ではあるが同時期の参加となっている。
- 監督 - 荒木哲郎[11]
- 助監督 - 田中洋之
- シリーズ構成 - 吉野弘幸[11]
- 副シリーズ構成 - 大河内一楼[11]
- キャラクター原案 - redjuice[11]
- アニメーションキャラクター - 加藤裕美[11]
- 総作画監督 - 矢萩利幸[11]、門脇聡[11]
- メインアニメーター - 浅野恭司[11]、千葉崇明[11]
- メカニックデザイン - 竹内敦志[11]、常木志伸、胡拓磨
- プロップデザイン・イメージボード - 森山洋[11]
- サブキャラクターデザイン・小物設定 - 尾崎智美
- 美術監督 - 竹田悠介
- 美術設定 - 谷内優穂、金平和茂、末武康光
- 3D監督 - 佐藤敦
- 色彩設計 - 広瀬いづみ
- 特殊効果 - 村上正博
- 撮影監督 - 田中宏侍
- 編集 - 肥田文
- 主題歌・挿入歌 - ryo[11]
- 音楽 - 澤野弘之[11]
- 音響監督 - 三間雅文[11]
- 録音スタジオ - アオイスタジオ
- チーフプロデューサー - 大山良、山本幸治
- プロデューサー - 和田丈嗣、南成江、木村誠
- アニメーションプロデューサー - 中武哲也
- アニメーション制作 - プロダクションI.G 6課[11]
- 制作 - ギルティクラウン製作委員会（アニプレックス、フジテレビジョン、プロダクションI.G、電通、ムービック）

## 主題歌
2011年の5月から7月にかけて行われたsupercellのオーディションにおいて、約2000人の中から選ばれた15歳のこゑだが本作のオープニング主題歌を担当。楪いのりが「EGOIST」のボーカルとして歌う本編での挿入歌や本作のエンディング曲は、同じくオーディションにより選ばれた17歳のchellyが担当している。
オープニング曲「My Dearest」は、 "supercell 4th single" の収録曲として、2011年11月23日に発売。作中におけるアーティスト「EGOIST」のシングルCDとして、エンディング曲「Departures 〜あなたにおくるアイの歌〜」が2011年11月30日に発売。ジャケットイラストはredjuiceの描き下ろしとなっている。
オープニングテーマ
「My Dearest」（2話 - 12話）
作詞・作曲・編曲 - ryo / 歌 - supercell
「The Everlasting Guilty Crown」（13話 - 22話）
作詞・作曲・編曲 - ryo / 歌 - EGOIST
エンディングテーマ
「Departures 〜あなたにおくるアイの歌〜」（1話 - 12話、22話）
作詞・作曲・編曲 - ryo / 歌 - EGOIST
「告白」（13話 - 21話）
作詞・作曲・編曲 - ryo / 歌 - supercell
挿入歌「Euterpe」
作詞・作曲・編曲 - ryo / 歌 - EGOIST
挿入歌「Euterpe 〜Silence〜」
作詞・作曲・編曲 - ryo / 歌 - EGOIST
挿入歌「Departures 〜Blessing〜」
作詞・作曲・編曲 - ryo / 歌 - EGOIST

## 各話リスト
- 放送時においてのサブタイトル名や各話あらすじの紹介は情報雑誌などでは非公開となっており[17]、公式サイトでのみ次回予告の動画とともに紹介される形となっている。
- 2012年1月3日にフジテレビで第11話までを解説する、ノイタミナ特別編『ギルティクラウン 軌跡：reassortment』を放送。

| 話数     | サブタイトル                  | 脚本              | 絵コンテ          | 演出              | 作画監督                                                                                                | 総作画監督                                       | 放送日時        |
| -------- | ----------------------------- | ----------------- | ----------------- | ----------------- | --- | ------------------------------------------------ | --------------- |
| phase 01 | 発生：genesis                 | 吉野弘幸          | 荒木哲郎          | 荒木哲郎          | 千葉崇明、矢萩利幸 加藤裕美                                                                             | 矢萩利幸                                         | 2011年 10月13日 |
| phase 02 | 適者：survival of the fittest | 吉野弘幸          | 田中洋之          | 田中洋之          | 浅野恭司、門脇聡                                                                                        | 門脇聡                                           | 10月20日        |
| phase 03 | 顕出：void-sampling           | 吉野弘幸          | 伊藤智彦          | 米林拓            | 手塚響平、田中春香                                                                                      | 矢萩利幸                                         | 10月27日        |
| phase 04 | 浮動：flux                    | 吉野弘幸          | 牧原亮太郎        | 牧原亮太郎        | 北田勝彦                                                                                                | 門脇聡                                           | 11月3日         |
| phase 05 | 訓練：a preparation           | 吉野弘幸          | 徳土大介          | 徳土大介          | 長谷川ひとみ、井川麗奈                                                                                  | 矢萩利幸                                         | 11月10日        |
| phase 06 | 檻：leukocytes                | 吉野弘幸          | 鏑木ひろ          | 江崎慎平          | 千葉崇明、菊池聡延 浅野恭司、中谷誠一（メカ）                                                           | 門脇聡                                           | 11月17日        |
| phase 07 | 輪舞：temptation              | 大河内一楼        | 長谷川千恵子      | 森義博            | 小林利充                                                                                                | 矢萩利幸                                         | 11月24日        |
| phase 08 | 夏日：courtship behavior      | 鋼屋ジン          | 波連              | 藤原佳幸          | 山田歩、酒井智史 鳥山冬美                                                                               | 門脇聡                                           | 12月1日         |
| phase 09 | 捕食：prey                    | 大河内一楼        | 米林拓 荒木哲郎   | 米林拓            | 肥塚正史、手塚響平 胡拓磨、井川麗奈 菊池聡延                                                            | 矢萩利幸                                         | 12月8日         |
| phase 10 | 縮退：retraction              | 吉野弘幸          | 田中洋之          | 田中洋之          | 田中春香、奥野治男 菊地聡延、石井ゆみ子 千葉崇明、井川麗奈 肥塚正史                                     | 門脇聡                                           | 12月15日        |
| phase 11 | 共鳴：resonance               | 大河内一楼        | 牧原亮太郎        | 牧原亮太郎        | 浅野恭司、江原康之 北田勝彦                                                                             | 矢萩利幸                                         | 12月22日        |
| phase 12 | 再誕：the lost christmas      | 吉野弘幸          | 伊藤智彦          | 江崎慎平          | 千葉崇明、徳野悠我 長谷川ひとみ、菊池聡延                                                               | 門脇聡、加藤裕美                                 | 2012年 1月12日  |
| phase 13 | 学園：isolation               | 鋼屋ジン          | 徳土大介          | 森義博            | 小林利充、山内則康 山村洋貴                                                                             | 矢萩利幸、浅野恭司 井川麗奈                      | 1月19日         |
| phase 14 | 攪乱：election                | 宮城陽亮 吉野弘幸 | 初見浩一          | 福本潔            | 山田歩                                                                                                  | 門脇聡                                           | 1月26日         |
| phase 15 | 告白：sacrifice               | 大河内一楼        | 野村和也          | 大西景介          | 肥塚正史、田中春香 菊池聡延、胡拓磨 手塚響平                                                            | 矢萩利幸                                         | 2月2日          |
| phase 16 | 王国：the tyrant              | 吉野弘幸          | 長崎健司          | 米林拓            | 浅野恭司、宮前真一 井川麗奈、今井有文 渋谷秀                                                            | 門脇聡                                           | 2月9日          |
| phase 17 | 革命：exodus                  | 大河内一楼        | 荒木哲郎 黒川智之 | 黒川智之 江崎慎平 | 千葉崇明、江原康之 肥塚正史、手塚響平 長谷川ひとみ、菊池聡延                                            | 矢萩利幸                                         | 2月16日         |
| phase 18 | 流離：Dear ...                | 鋼屋ジン          | 橘秀樹 初見浩一   | 楠美直子          | 野村和也、竹中真吾 門脇聡                                                                               | 門脇聡                                           | 2月23日         |
| phase 19 | 贖罪：rebirth                 | 大河内一楼        | 徳土大介          | 徳土大介          | 肥塚正史、胡拓磨 井川麗奈、宮前真一 今井有文、田中春香 加藤裕美                                         | 矢萩利幸                                         | 3月1日          |
| phase 20 | 追想：a diary                 | 吉野弘幸          | 岡村天斎          | 大西景介 江崎慎平 | 菊池聡延、千葉崇明 小倉典子、山田歩 門脇聡                                                              | 門脇聡                                           | 3月8日          |
| phase 21 | 羽化：emergence               | 吉野弘幸          | 牧原亮太郎        | 牧原亮太郎        | 浅野恭司、江原康之 長谷川ひとみ、北田勝彦                                                               | 矢萩利幸                                         | 3月15日         |
| phase 22 | 祈り：convergence             | 吉野弘幸          | 荒木哲郎 福山新市 | 荒木哲郎 田中洋之 | 千葉崇明、肥塚正史 井川麗奈、門脇聡 胡拓磨、手塚響平 菊池聡延、田中春香 長谷川ひとみ、今井有文 江原康之 | 門脇聡、矢萩利幸 加藤裕美、長谷川ひとみ 浅野恭司 | 3月22日         |

## 放送局
フジテレビTWO、dアニメストアを除くすべての放送局で、ノイタミナ枠第2部としての放送作品となる。
| 放送地域   | 放送局             | 放送期間                       | 放送日時           | 備考                         |
| ---------- | ------------------ | ------------------------------ | ------------------ | ---------------------------- |
| 関東広域圏 | フジテレビ         | 2011年10月13日 - 2012年3月22日 | 木曜 25:15 - 25:45 | 製作委員会参加、字幕放送     |
| 近畿広域圏 | 関西テレビ         | 2011年10月18日 - 2012年3月27日 | 火曜 26:28 - 26:58 | 字幕放送                     |
| 福島県     | 福島テレビ         | 2011年10月19日 - 2012年3月28日 | 水曜 25:35 - 26:05 | 字幕放送                     |
| 新潟県     | 新潟総合テレビ     | 2011年10月19日 - 2012年3月28日 | 水曜 26:00 - 26:30 | 字幕放送                     |
| 中京広域圏 | 東海テレビ         | 2011年10月20日 - 2012年3月29日 | 木曜 26:35 - 27:05 | 字幕放送                     |
| 佐賀県     | サガテレビ         | 2011年10月21日 - 2012年3月30日 | 金曜 25:35 - 26:05 |                              |
| 山形県     | さくらんぼテレビ   | 2011年10月22日 - 2012年3月31日 | 土曜 25:35 - 26:05 |                              |
| 秋田県     | 秋田テレビ         | 2011年10月22日 - 2012年3月31日 | 土曜 26:05 - 26:35 | 字幕放送                     |
| 鹿児島県   | 鹿児島テレビ       | 2011年10月22日 - 2012年3月31日 | 土曜 26:05 - 26:35 | 字幕放送                     |
| 熊本県     | テレビ熊本         | 2011年10月22日 - 2012年3月31日 | 土曜 26:35 - 27:05 |                              |
| 広島県     | テレビ新広島       | 2011年10月24日 - 2012年4月2日  | 月曜 26:20 - 26:50 | 字幕放送                     |
| 宮城県     | 仙台放送           | 2011年10月25日 - 2012年4月3日  | 火曜 26:25 - 26:55 |                              |
| 愛媛県     | テレビ愛媛         | 2011年10月26日 - 2012年3月28日 | 水曜 25:05 - 25:35 | 字幕放送                     |
| 岩手県     | 岩手めんこいテレビ | 2011年10月26日 - 2012年4月4日  | 水曜 26:20 - 26:50 |                              |
| 静岡県     | テレビ静岡         | 2011年10月27日 - 2012年4月5日  | 木曜 25:40 - 26:10 | 字幕放送                     |
| 全国放送   | BSフジ             | 2011年10月29日 - 2012年4月14日 | 土曜 26:00 - 26:30 | 字幕放送                     |
| 全国放送   | フジテレビTWO      | 2012年11月10日 - 2013年2月23日 | 土曜 20:00 - 20:50 | 2話ずつ放送 リピート放送あり |
| 全国放送   | dアニメストア      | 2014年3月21日 -                | オンデマンド       |                              |

## Webラジオ
『GUILTY CROWN RADIO COUNCIL』（ギルティクラウン ラジオ カウンシル）のタイトルで、音泉にて2011年10月7日に第00回を配信。10月14日から2012年3月23日まで隔週の金曜日更新で配信されていた。パーソナリティは交代制となっている。
- パーソナリティ - 梶裕貴（桜満集 役）、茅野愛衣（楪いのり 役）

ゲスト
- 第01回 - 中村悠一（恙神涯 役）
- 第02回 - 嶋村侑（校条祭 役）
- 第03回 - 勝杏里（アルゴ 役）
- 第04回 - 竹達彩奈（ツグミ 役）
- 第05回 - 水島大宙（寒川谷尋 役）
- 第06回 - 遠藤綾（供奉院亞里沙 役）
- 第07回 - 内山昂輝（ダリル・ヤン 役）
- 第08回 - 寿美菜子（草間花音 役）
- 第09回 - 阪口大助（魂館颯太 役）
- 第10回 - 岡本信彦（城戸研二 役）
- 第11回 - 藤村知可（桜満春夏 役）
- 第12回 - 梶裕貴（桜満集 役）
- SP - 中村悠一（恙神涯 役）、竹達彩奈（ツグミ 役）

『GUILTY CROWN LOST XMAS RADIO COUNCIL』（ギルティクラウン ロストクリスマス ラジオ カウンシル）のタイトルで、音泉にて2012年5月4日から7月27日まで毎週金曜日更新で配信されていた。
- パーソナリティ - 阿澄佳奈（キャロル 役）、ジョイまっくす（ニトロプラス 代表取り締まられ役）

ゲスト
- 第04回 - Ken1 (VERTUEUX)、HIDEKI (VERTUEUX)
- 第09回 - 高垣彩陽（パスト 役）
- 第10回 - 小林ゆう（プレゼント 役）
- 第12回 - いとうかなこ（主題歌）

2016年4月27日にBD BOXとサウンドトラックが発売されるのに伴い、『GUILTY CROWN RADIO COUNCIL』が2016年4月8日、4月22日に音泉にて再開された。隔週金曜日に更新。全2回。
パーソナリティ
- 第1回 - 梶裕貴、茅野愛衣
- 第2回 - 梶裕貴、中村悠一

## ゲーム

### ゲームソフト
『ギルティクラウン ロストクリスマス』 (GUILTY CROWN LOST XMAS) のタイトルで、2012年7月26日発売のスピンオフPCノベルゲーム。開発はニトロプラス。ジャンルはADVで、“15歳以上推奨”のゲームとなっている。
- 原画 - 中央東口
- シナリオ - 鋼屋ジン
- メカニックデザイン - 石渡マコト
- 主題歌 - いとうかなこ
- 開発 - ニトロプラス

主題歌
- 「Lost Control」

作詞：楠瀬拓哉 / 作曲・編曲：佐久間正英 / 歌：いとうかなこ

#### OVA
ゲーム限定版同梱DVDに収録の新作短編アニメーション。
OVAスタッフ
- 監督・絵コンテ・演出 - 江崎慎平
- ギルティクラウンキャラクター原案 - redjuice
- オリジナルキャラクターデザイン - 中央東口
- アニメーションキャラクターデザイン・作画監督 - 江原康之
- 脚本 - 海法紀光
- プロップデザイン - 世良悠子
- ヴォイドデザイン - 今井有文
- ドルードデザイン - 手塚響平
- メカニックデザイン - 石渡マコト（ポリゴン番長）
- 音楽 - 澤野弘之
- 主題歌プロデュース - ryo (supercell)
- アニメーション制作 - プロダクション I.G
- 製作 - nitro+

OVA主題歌
- 「Planetes」

作詞・作曲・編曲 - ryo (supercell) / 歌 - EGOIST

### ゲームアプリ

#### ソーシャルゲーム
Mobageにてスストラテジーアンドパートナーズ、デジターボ、グッドスマイルカンパニーの3社によるゲームブランドConterideよりソーシャルゲームとして提供されている。2012年7月27日配信開始。2013年6月28日にサービス終了した。

#### ミニゲーム
フジテレビゲームセンターCXにて利用可能のflashゲーム。

## パチンコ・パチスロ
パチンコ
『CRギルティクラウン』
2017年6月19日 にユニバーサルエンターテインメントより導入。
パチスロ
『SLOTギルティクラウン』
2017年6月19日 にユニバーサルエンターテインメントより導入。

## 漫画
- ギルティクラウン

『月刊少年ガンガン』（スクウェア・エニックス）2011年11月号から2013年12月号まで連載された。作画は満月シオン、構成は宮城陽亮。アニメ本編のコミカライズで、アニメ第12話に相当する部分までが描かれている。
書誌情報
〈ガンガンコミックス〉、全7巻
1. 2012年1月21日初版（同日発売[25]）、ISBN 978-4-7575-3476-6
2. 2012年5月22日初版（同日発売[25]）、ISBN 978-4-7575-3591-6
3. 2012年9月22日初版（同日発売[25]）、ISBN 978-4-7575-3725-5
4. 2013年1月22日初版（同日発売[25]）、ISBN 978-4-7575-3855-9
5. 2013年5月22日初版（同日発売[25]）、ISBN 978-4-7575-3962-4
6. 2013年12月21日初版（同日発売[26]）、ISBN 978-4-7575-4130-6
7. 2013年12月21日初版（同日発売[27]）、ISBN 978-4-7575-4170-2

ギルティクラウン DANCING ENDLAVES
『電撃G's magazine』（アスキー・メディアワークス）2012年7月号より2014年まで連載していた。作画は深井涼介、原案は砂阿久雁。綾瀬を主人公としたスピンオフ作品。集と涯の出会いから1年前の世界が舞台となる。全3巻。
ギルティクラウン アンソロジーコミック
- スクウェア・エニックス〈ガンガンコミックスアンソロジー〉、2012年3月24日初版発行（同日発売[28]）、ISBN 978-4-7575-3544-2

## 小説
ギルティクラウン レクイエム・スコア
- ゆうきりんによる小説が2011年11月10日発売の『アニメージュ』（徳間書店）2011年12月号から2012年5月号まで連載されていた。

書誌情報
〈トクマ・ノベルズ〉、全4巻
1. 『ギルティクラウン レクイエム・スコアI』、2012年1月31日初刷（2012年1月18日発売[29]）、ISBN 978-4-19-850902-6
2. 『ギルティクラウン レクイエム・スコアII』、2012年3月31日初刷（2012年3月21日発売[30]）、ISBN 978-4-19-850908-8
3. 『ギルティクラウン レクイエム・スコアIII』、2012年6月30日初刷（2012年6月15日発売[31]）、ISBN 978-4-19-850914-9
4. 『ギルティクラウン レクイエム・スコアIV』、2012年8月15日初刷（同日発売[32]）、ISBN 978-4-19-850917-0

ギルティクラウン プリンセス・オブ・デッドプール
- GUILTY CROWN COMMITTEE（原作） 砂阿久雁（著） 『GUILTY CROWN PRINCESS OF DEADPOOL』〈Nitroplus Books〉、2012年3月31日第1刷発行（2012年4月25日発売[33]）

## 関連書籍
- 『ピアノソロ&弾き語り アニメ「ギルティクラウン」supercell/EGOIST』 ヤマハミュージックメディア、2012年4月10日初版発行、ISBN 978-4-636-88282-7
- 『GUILTY CROWN COMPLETE BOOK』 学研パブリッシング、2012年7月10日第1刷発行（2012年6月29日発売[34]）、ISBN 978-4-05-405371-7
- 『Megami Magazine Special Selection GUILTY CROWN VISUAL COLLECTION』 学研パブリッシング、2012年7月10日第1刷発行（2012年6月29日発売[35]）、ISBN 978-4-05-405370-0

## 関連作品
真・女神転生IMAGINE
ケイブのMMORPG。タイアップ限定イベント【罪の王冠】配信、新規キャラクター作成で“天王洲第一高校制服”を模した限定アバター。
トイ・ウォーズ
ガンホー・オンライン・エンターテイメントのオンラインTPS。コラボレーションくじ「フィギュア☆スター vol.8 ギルティクラウン」が発売。
Fate/Zero [Next Encounter]
Conterideによるソーシャルゲーム。イベントクエスト「英霊召喚」で一定エリアに到達すると、ソーシャルゲーム『ギルティクラウン』内でアイテムを入手できるシリアルコードが発行。
嫁コレ
NECビッグローブのカードコレクションゲーム。楪いのり・ツグミ・篠宮綾瀬の三名のボイスカードが登場。
BraveSongOnline
キューエンタテインメントのMMORPG。記念キャンペーンやイベントやゲーム内にキャラクターが登場したりした。
ヴァイスシュヴァルツ
ブシロードのトレーディングカードゲーム。トライアルデッキとブースターパックが発売。
goo
ポータルサイト。『ギルティクラウン』版gooをブラウザのトップページに設定することで「あなたはどのタイプ？ キャラクター診断テスト」が利用できた。
ニトロプラス ブラスターズ -ヒロインズ インフィニット デュエル-
『ロストクリスマス』より、キャロルがパートナーキャラクターとして登場。